# Kviberg

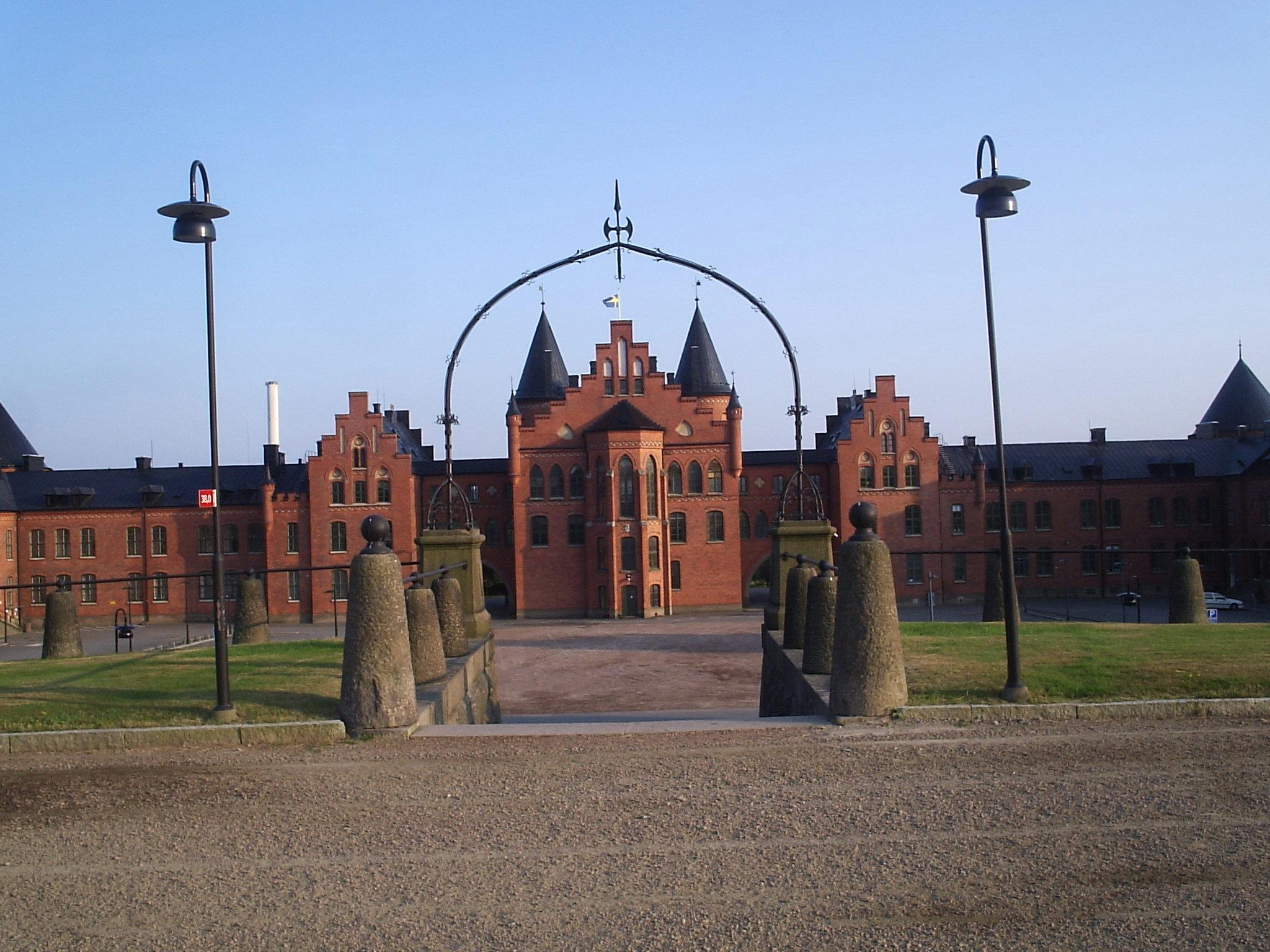
Utsikt från övre plan.

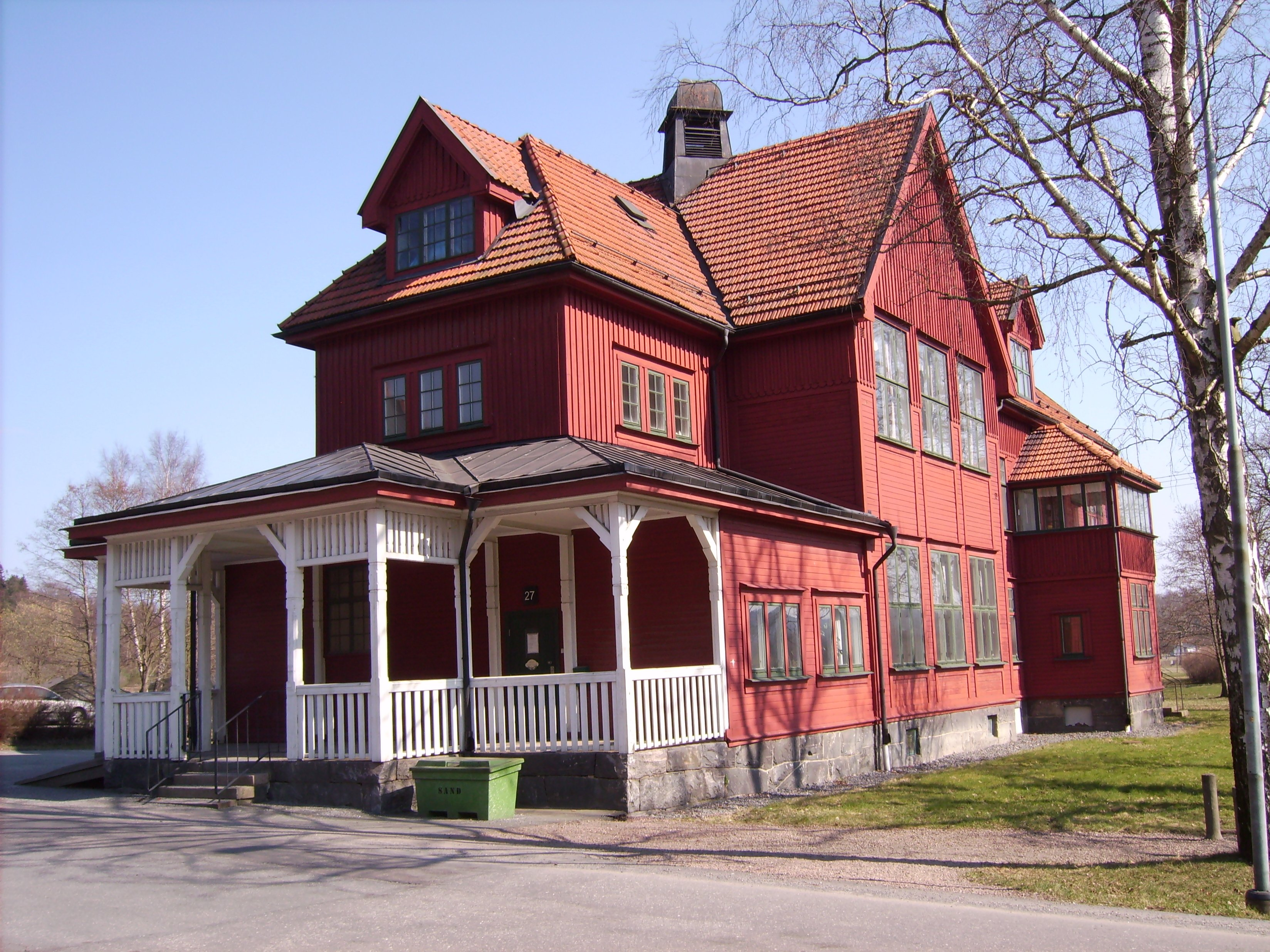
Hus vid Kvibergs kaserner.

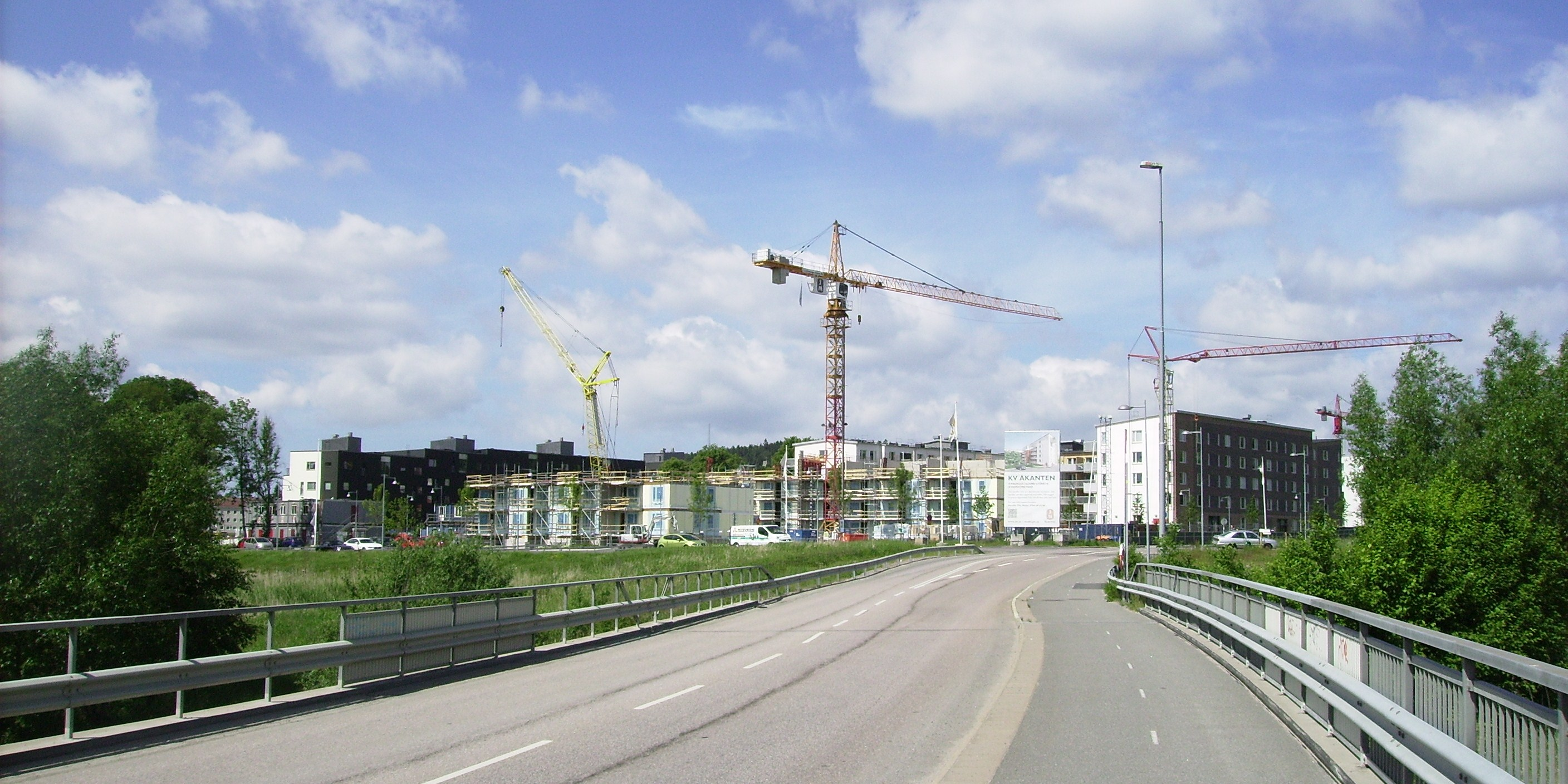
Kvibergsstaden under uppbyggnad 2013. Utsikt från Kvibergs Broväg.

Kviberg är en stadsdel i Göteborg, strax norr om Säveån, mellan Kortedala och Gamlestaden i nordöstra delen av Göteborg. Stadsdelen har en areal på 288 hektar.

## Ortnamnet
Förleden i namnet Kviberg kommer av ordet kviga, vilket skrevs Qvighuberg år 1353, Qwigoberga 1362, Quigaberg 1473, Qviberg 1550 och Qwiberget 1739. Platsen för den ursprungliga byn beskrivs som att: "...denna låg mittemot Sävenäs, alltså ganska nära Gamlestaden och ett stycke väst om den lilla, nu vanligen uttorkade bäcken från norr. Efterleden -berg har då troligen givits åt den i norr därom liggande, ej särdeles omfångsrika bergkullen".

## Historia
Åtminstone en del av hemmanet Kviberg hade i mitten av 1350-talet samma ägare som Grimbo i Tuve socken, vilket senare skänktes till Aranäs kloster. År 1362 ägdes Kviberg av kung Magnus Eriksson, som samma år skänkte det till Gudhems kloster. Då Nya Lödöses grundades 1473 donerades byn Kviberg till den nya staden, som till sin norra del kom att ligga på Kvibergs mark. När staden flyttades till Älvsborgs stad, räknades Kviberg till Gustav Vasas arvegods och bestod 1549 av åtta samt 1572 av tio hemman, vilka under senare delen av 1570-talet återgick till staden. 
Uppgifterna om vilken socken Kvibergsbyn i äldre tiden tillhört, går isär. I Karl XI:s anteckningar 1692 om Örgryte socken heter det att: i denna socken hafwer fordom tider warit bygt och funderat Staden Nylöse på de ägor, hwarest nu för tiden är Götheborgs Stads utrymme och mulbete. År 1362 tycks byn ha räknats till Partille socken och senare, åtminstone delvis, till den ur Partille utbrutna (och senare återgångna) Utby socken. Oavsett, så ingick den liksom Härlanda i den betydligt äldre häradet, som troligen fanns långt före både kyrkor och socknar var aktuella[källa behövs]: Sävedals härad. Vid slutet av 1600-talet gick stora delar av Kviberg under namnet Björnkärr och omfattade cirka 87 morgenland (140 tunnland). 
Riksdagsmannen och handlanden Johan Jacob Ekman (1815-1908) sålde 1890 egendomen Kviberg till Kronan för 323 000 kronor. Ekman hade fått upplåtelse på Kviberg den 8 april 1875.
En stor del av Kvibergs ägor togs under 1890-talet i anspråk som plats för militärförläggning. Hit förlades Göta artilleriregemente (A 2) i Kvibergs kaserner, vilka uppfördes 1891–1895 efter ritningar av arkitekten Erik Josephson i "Baltisk tegelgotik".
På platsen har artilleriförband, luftvärn, radarskola och andra specialenheter funnits. Genom försvarsbeslutet 1992 kom Göta luftvärnsregemente (Lv 6) att omlokaliseras 1994 till Halmstads garnison. Göteborgs kommun inköpte området av Fortifikationsverket och på platsen finns idag kommunal förvaltning, bostäder, småföretag, föreningslokaler och annan verksamhet. Regementsmuseet Kvibergs museum finns också inom området.
Inslaget av idrottsverksamhet är idag stort. På de stora gräsytorna på det gamla övningsfältet, nordost om kasernområdet spelas många matcher under Gothia Cup och Partille Cup, och 1990 var O-ringens tältläger förlagt till troppängen inom samma område. Under veckosluten anordnas diversemarknaden Kvibergs marknad i de gamla stallen. I den gamla kasernbyggnaden finns numera förvaltningen Idrott & förening samt Västsvenska Idrottsförbundet med många idrottsföreningar. I kanslihusdelen finns i dag ett specialgymnasium. 
Inom kasernområdets västra del ligger också ett av SGS studentbostadsområden som uppfördes mellan 2003 och 2006. Kviberg trafikeras av buss och spårvagnslinjerna 6, 7 och 11 och har en egen hållplats.
Kvibergsskolan vid Artillerigatan, uppfördes år 1902 efter ritningar av arkitekt Adrian Peterson (1835-1912) och revs 1959.
Klockan ett på natten till den 17 oktober 1892 ägde ett omfattande jordskred rum vid Säveån, mittemot egendomen Kvibergsnäs. Raset hade en längd av cirka 500 meter och en bredd av cirka 100 meter. Hela strandsidan och bron på plats hade ryckts med av strömmen och förts bort.
Kring sekelskiftet 1900 anlade "den svenska golfens fader" Victor Setterberg, en cirka 1 700 meter lång, 6-håls golfbana på exercisfältet.
I september 2013 fick stadsdelen två nya gatunamn, då den pågående utbyggnaden av Kviberg krävde det. Dels på en ny huvudinfart till idrottsområdet Kvibergs Port och dels på tre interna vägstråk Kvibergs Bäckväg.

### Kvibergshusen
De två Kvibergshusen, kallas i folkmun för Östblocket och ligger mittemot Kvibergs kyrkogård i kvarteret Fältkanonen, på andra sidan Kortedalavägen. Husen byggdes 1958-1960 i 13 respektive 14 våningar som en förövning till "miljonprogrammet" och beräknades för 2 500 personer. Det kortare huset byggdes av Riksbyggen och det längre (240 meter) av Samhällsbyggen (arkitekter var Folke Blomqvist och Erik Friberger). Det som gällde då var att bygga snabbt och billigt, och för att reducera fasadytekostnaderna är de 13 meter djupa husen tjockare än tidigare byggda, funktionalistiska hus. Detta medförde att de flesta lägenheterna på 2 rum och kök är enkelsidiga, det vill säga har fönster i bara ett väderstreck.
Vid Alivallsgatan, söder om Kvibergshusen byggdes 2003-2005 cirka 40 mindre hus av fyra olika typer och storlekar samt ett äldreboende. Arkitekt var Kvarnström Arkitektkontor, och byggherre var Mjöbäcksvillan.

## Tiden som garnison
1895 påbörjades bygget av ett nytt område ämnat för artilleriet på Kvibergsvägen i Göteborg. Etablissemanget uppfördes efter 1892 års härordnings byggnadsprogram. Totalt ingick elva etablissemang i programmet, vilka uppfördes individuellt. Etablissemanget i Kviberg har historisk arkitektur som erinrar om baltisk tegelgotik. Totalt uppfördes ett 50-tal byggnader inom området. Den 1 oktober 1895 flyttade Göta artilleriregemente (A 2) in på området. I början av 1950-talet anpassades området genom nya fordonshallar då regementet motoriserades 1951. I samband med 1958 års försvarsbeslut kom regementet att avvecklas den 31 mars 1962. Området kvarstod dock som militärt då Göteborgs luftvärnskår (Lv 6) omlokaliserades från Högsbo till området. Till Göteborgs luftvärnskår, som den 1 juli 1962 omorganiserades till regemente med nya namnet Göta luftvärnsregemente, knöts en rad olika funktionsförband. Kviberg kom med detta var centrum för större delen av luftvärnet i Sverige.  Genom försvarsutredning 1988 uppgick samtliga funktionsskolor inom varje truppslag i ett centrum. För luftvärnet betydde detta att dess funktionsskolor uppgick 1991 i Arméns luftvärnscentrum (LvC), Arméns luftvärnscentrum hade dock sin stab i Norrtälje. I samband med att området skulle lämnas genom försvarsbeslutet 1992, flyttades Göta luftvärnsregemente till Halmstad och ingående enheter i Arméns luftvärnscentrum till Norrtälje, frånsett Luftvärnets tekniska skola (LvTS) vilken omlokaliserades till Östersund och uppgick i Arméns tekniska skola (ATS).
Förband som varit förlagda i Kviberg
- A 2 – Göta artilleriregemente, 1895–1962
- RadarS – Arméns radarskola, 1954–1981
- Lv 6 – Göta luftvärnsregemente, 1962–1993
- LvKAS – Luftvärnets kadett- och aspirantskola, 1962–1981
- LvOHS/TS – Luftvärnets officershögskola och tekniska skola, 1981–1991
- LvTS – Luftvärnets tekniska skola, 1991–1994